# Sint-Pieterskerk (Merkegem)
De Sint-Pieterskerk of Sint-Pieters-Bandenkerk (Frans: Église Saint-Pierre-au-Liens) is de parochiekerk van de gemeente Merkegem gelegen in het Franse Noorderdepartement.

## Geschiedenis
Er bestond reeds een eerdere kerk in Merkegem die in de 17e en 18e eeuw tot stand kwam. In 1875-1876 werd deze kerk echter geheel herbouwd. Op 24 juni 1944 werd de kerk door oorlogsgeweld beschadigd. Het betreft een bakstenen basilicale neogotische kerk met voorgebouwde toren.